# Ptolémée X
Pour les articles homonymes, voir Ptolémée (homonymie).
Ptolémée X Alexandre Ier  Philométor est un souverain d'Égypte qui règne de 107 à 88 av. J.-C. Il est le deuxième fils de Ptolémée VIII Évergète II  Tryphon et Cléopâtre III Évergète Philométor.

## Biographie

### Généalogie
Sa date de naissance, inconnue, est probablement entre -140 et -139. Il meurt en 88 avant notre ère.

### Règne
Après la mort de son père le 28 juin 116 av. J.-C., il est nommé roi de Chypre (juillet -114/-113) tandis que son frère aîné, Ptolémée IX Sôter II  Lathiros, hérite de l’Égypte. En septembre/octobre -107, ce dernier est renversé par sa mère Cléopâtre III qui appelle sur le trône Ptolémée X.
La tutelle de sa mère lui étant difficile à endurer, en septembre 101 av. J.-C., il la fait assassiner et peut enfin régner presque seul puisqu'il partage le pouvoir avec son épouse Bérénice III Cléopâtre Philopator.
Son règne ne révèle rien de notable et ce souverain se perd dans un conflit sans fin avec son frère Ptolémée IX qui tente de se tailler en vain une principauté en Judée et Phénicie. Aux prises avec des difficultés financières, il pille le tombeau d'Alexandre le Grand mais provoque une révolte de la population d'Alexandrie (88 av. J.-C.). Il tente de reprendre son trône la même année mais est tué tandis que son frère Ptolémée IX reprend le pouvoir.